# Xã Olvey, Quận Boone, Arkansas
Xã Olvey (tiếng Anh: Olvey Township) là một xã thuộc quận Boone, tiểu bang Arkansas, Hoa Kỳ. Năm 2010, dân số của xã này là 440 người.